# Dritan Abazović
Dritan Abazović (kyrillisk: Дритан Абазовић, albansk: Dritan Abazi; født 25. december 1985) er en montenegrinsk politiker, der var Montenegros premierminister fra april 2022 til til oktober 2023 og fungerende udenrigsminister i slutningen af perioden fra oktober 2022. Han er etnisk albaner og leder partiet Forenet Reformaktion. Han var tidligere vicepremierminister i Zdravko Krivokapićs regering fra 2020 til 2022.
Abazović er en etnisk albaner. Han er den første etniske albaner og første muslim, der har været som premierminister i Montenegro.

## Uddannelse og erhvervskarriere
Abazović gik i grundskole og gymnasium i Ulcinj, hvorefter han studerede statsvidenskab ved Sarajevos Universitet. Han blev kandidat i internationale relationer fra Montenegros Universitet i 2008. I 2019 blev han ph.d. i statskundskab fra Sarajevos Universitet.
Han har arbejdet som gymnasielærer i Ulcinj hvor han underviste i kultursociologi, kommunikation og religionshistorie. Fra 2005 til 2007 var han assistent ved Fakultetet for Statskundskab på Sarajevos Universitet. I 2009 deltog han i fredsstudier og et seminar for faglig udvikling på Universitetet i Oslo. Fra 2010 til 2012 var han administrerende direktør for det lokale tv-selskab Teuta samt NGO'en Mogul, begge i Ulcinj.
I 2010 udgav han bogen Kosmologisk Kultur og Global Retfærdighed.
Han har holdt forelæsninger ved flere universiteter, herunder Harvard University, University of Oxford, University of Cambridge, Columbia University, LUMSA University og andre.

## Politisk karriere

### Opposition
Abazović var medstifter af det socialliberale politiske parti Positive Montenegro i 2012. Ved det montenegrinske parlamentsvalg i 2012 vandt partiet 7 ud af 81 pladser, og Abazović blev det yngste medlem af den nyvalgte parlament.
I 2014, efter en splittelse i partiet, forlod Abazović Positive Montenegro og var løsgænger i parlamentet, indtil han sluttede sig til det nystiftede parti Forenet Reformaktion (URA) i 2015. Han blev formand for URA i 2017. I juni 2020 blev URA optaget i De Europæiske Grønne.
Ved parlamentsvalget i 2020 stillede URA op sammen med en række partiløse kandidater på den centrum-venstre-orienterede valgliste "Sort på hvidt". Abazović var listens spidskandidat. Valglisten opnåede fire mandater i Montenegros parlament, hvilket viste sig at være afgørende for at afsætte det Demokratiske Socialistiske parti (DPS) ledet af Milo Đukanović efter 30 år ved magten.
Abazović, på vegne af URA, og lederne af listerne For Montenegros fremtid og Fred er vores nation, Zdravko Krivokapić og Aleksa Bečić, blev under et møde enige om flere principper, som den fremtidige regering skulle hvile på, herunder dannelsen af en ekspertregering, en fortsættelse af EU-tiltrædelsesprocessen, kampen mod korruption og overvindelsen af polariseringen af det montenegrinske samfund. De inviterede også minoritetspartier for bosniakker og albanere, men de afslog at deltage i en stor koalitionsregering.

### Vicepremierminister (2020-2022)
4. december 2020 blev koalitionsregeringen godkendt med støtte fra 41 ud af 81 medlemmer af Montenegros parlament. Den uafhængige politiker Zdravko Krivokapić blev ny premierminister, mens med Abazović blev vicepremierminister med ansvar for koordinering af sikkerhedssektoren og national sikkerhed. Regeringen lovede at afvikle det statsapparat, som DPS havde opbygget, og udrydde korruption og organiseret kriminalitet.

### Premierminister (2022-2023)
3. marts 2022 bad præsident Đukanović Abazović om at danne en ny regering efter et mistillidsvotum i begyndelsen af februar mod Krivokapić. Den 28. april godkendte Montenegros parlament en ny regering bestående af en bred koalition af både pro-europæiske og pro-serbiske partier med Abazović som premierminister. Abazović fortalte parlamentet, at den nye regerings hovedfokus ville være de reformer, som EU kræver, så Montenegro kan bede om at få fremskyndet sin optagelsesproces i lyset af den nye situation, der er skabt af den russiske invasion af Ukraine. Han tilføjede, at regeringens prioriteter vil være kampen mod korruption, mere bæredygtige investeringer og udvikling, beskyttelse af miljøet og bedre omsorg for børn og unge.
Den 20. august 2022 vedtog Montenegros parlament et mistillidsvotum mod Abazovićs regering, hvilket endte hans premierministerperiode. Han forbliver ved magten som leder af et forretningsministerium forretningsministeri premierminister, indtil en ny regering er dannet.

## Privatliv
Abazović er etnisk albaner og muslim.